# Scaevola pauciflora
Scaevola pauciflora är en tvåhjärtbladig växtart som beskrevs av Leenh. Scaevola pauciflora ingår i släktet Scaevola och familjen Goodeniaceae. Inga underarter finns listade i Catalogue of Life.